# ジョセフ・ジョースター
ジョセフ・ジョースター (Joseph Joestar) は、荒木飛呂彦の漫画作品『ジョジョの奇妙な冒険』に登場する架空の人物。
Part2『戦闘潮流』の主人公。第二部のジョジョ。
なお、本稿ではPart8『ジョジョリオン』に登場する同姓同名の人物、仗世文（ジョセフ）・ジョースターについても述べる。

## ジョセフ・ジョースター

### 人物

#### 来歴
1920年9月27日誕生、イギリス出身。18歳の時にアメリカ合衆国に移住し、後に帰化している。身長195cm、体重97kg。血液型B型。ジョナサン・ジョースター、エリナ・ペンドルトン夫妻の息子であるジョージ・ジョースター2世と、母エリザベス（リサリサ）の間に生を受ける。
イギリス空軍のパイロットだった父は、ジョセフが生まれて間もない頃に、軍の司令官として潜んでいた屍生人（ディオ・ブランドーの配下だったゾンビ）の正体を知ったために殺害され、母もある事情から死んだことにされていたため、幼少期・少年時代は祖母エリナの手で育てられた。
18歳の時にリサリサの召使だったスージーQと結婚し、一人娘・ホリィをもうけた。空条承太郎は、ホリィと日本人ミュージシャン・空条貞夫の間に生まれた孫である。また、1980年代に日本で不倫関係にあった女子大学生・東方朋子との間に、隠し子・東方仗助がいる。

#### 人物像
性格
容姿は祖父ジョナサンによく似ているが、彼とは正反対に法律や警官も恐れないほどに暴力的で気性が激しく、アメリカ人のスモーキー・ブラウンから「イギリス人とは思えない」と評されるほど軽い性格をしている。態度も紳士的とは言いがたく、目上の人間に対しても常に茶化すような接し方を行い、軽微であるものの波紋の悪用もいとわない。そのため本編登場の時点でケンカによる投獄が7回、放校処分が1回と中々の不良である。
しかし、出会った当時は酷い差別を受けていた黒人であるスモーキーに対して、何の気負いもなく自然体で友情を示し、仲間を守るためには自らを犠牲にすることもいとわないなど、その奥底にはジョナサンと同じ正義と勇気の心が見て取れる。
また、敵との戦いで見せる奇策や戦術性を初め、好奇心や知性も似通っている。自分を育ててくれた祖母エリナには深い尊敬や愛情の念を抱き、赤児の頃から自分を見守ってくれていたスピードワゴンにも同様に家族としての愛情を持っている。
戦術
相手の弱点や裏をかくことが得意で、戦闘においてはマジックやイカサマを応用し、自分に不利な状況からも周到な罠を張り巡らせ、逆転してみせる。先読みの才能もあり、相手が次に口に出そうとする言葉を予測して先に言ってみせるという、心理トリックじみた台詞回しをよく行う（ジョセフ「次におまえは○○と言う」「次のてめーの台詞は○○だ」→相手「○○…ハッ！」）。
その一方、劣勢に陥った場合は正面からのぶつかり合いをあきらめ、一旦戦闘から逃走することで状況の打開を図ろうとする一面もある。波紋の修行前に格闘技を修得した描写は無いが、喧嘩術と運動神経に優れ、サンタナ戦では格闘技能をシュトロハイムに称賛されている。
ジンクス
「乗り込んだ飛行機がしばしば墜落する」というジンクスを持っており、13歳と18歳の時にそれぞれ1度、Part3の時に2度と、生涯で4度も飛行機の墜落事故に遭遇しており、さらにそのすべてにおいて無事生還している。
水難事故に遭うことも多く、自分のせいではないとはいえPart3で計3回、乗っていた船や潜水艦を沈没させている。しかし、Part4では杜王町から帰る時に船を利用している。
趣味嗜好
老年期以降はビートルズを愛聴しており、登場した各部の最終話のラストシーンではウォークマンでビートルズの楽曲に親しんでいる。また、B級映画やマニアックな音楽にも傾倒しているようである。
少年の頃から漫画収集の趣味もあり、海外の漫画にも手を広げており、Part4時には岸辺露伴に彼の代表作『ピンクダークの少年』の英語版が発売されていないか、問い合わせていた。
呼称
若い頃は、ジョナサンらと同様に「JOJO」というニックネームで呼ばれ、本名で呼ばれることはほとんどなかった。ただし、ジョナサンがカタカナで「ジョジョ」と表記されているのに対し、ジョセフは主にアルファベットで「JOJO」と表記されている。
老年期以降はニックネームで呼ばれることはなくなり、承太郎ら家族からそれぞれの立場に合った呼ばれ方をされている以外、周囲の人間からは「ジョースターさん」という呼び名で呼ばれることが多いが、敵側からは敬称を省いて「ジョースター」と呼び捨てにされている。
ファーストネームの「ジョセフ」と呼ぶのは、ジョースター家一族の宿敵であるDIO、ジョセフの本妻であるスージーQ、彼の愛人にして仗助の母である東方朋子だけとなっている。第三部の初頭では承太郎は「おじいちゃん」「じいさん」と呼んでいたが、後に「じじい」に変わってゆく。

### 劇中での活躍

#### Part2『戦闘潮流』
18歳（1938年）。エリナと旧知の仲であるロバート・E・O・スピードワゴンを頼り、エリナと共にイギリスからアメリカ合衆国へ渡ってきた。石仮面で吸血鬼と化したストレイツォとの戦いを機に、ナチスも絡んだ柱の男たちとの戦いへ巻き込まれる。
先天的に波紋の能力に目覚め、その潜在能力は波紋の伝道師であるストレイツォからも認められたが、訓練を行っていなかったために技術的には未熟で、ストレイツォと柱の男たちとの戦いでは苦戦を強いられた。最初に戦った「柱の男」のサンタナについては、サンタナが波紋を知らず油断をしていたこと、太陽が出ている昼間であったことから、それを利用した奇策で辛くも倒せた。
しかし、上位種であるエシディシとワムウには歯が立たず、さらにほぼ1か月後に毒が流出するリングを喉と心臓へ仕込まれ、彼らを倒してその身に着けている解毒剤を入手するしか生き延びる方法がないという羽目に陥る。
ヴェネツィアでシーザー・アントニオ・ツェペリと共にリサリサに弟子入りして修業に励んだ結果、波紋の能力を完全に操れるようになった。その後、エシディシやワムウとの戦い、親友シーザーの死を経て、波紋の戦士として大きく成長する。
究極生命体となったカーズとの戦いでは、シュトロハイムの捨て身のサポートを受ける一方で左腕をカーズに切断されて失うが、エイジャの赤石によって引き起こされたヴォルガノ島の火山の噴火（とそれによって偶然カーズへ突き刺さった左腕）で、彼を宇宙空間へ放逐した。
その後、噴火に巻き込まれて死亡したと思われていたが、噴火の際に自分ごと打ち上げられていた岩盤が盾になって運良く海へ落下したところをヴェネツィアの漁船に救助され、スージーQに看病されていた。しかし、スージーQがジョセフの生存を連絡することを忘れていたため、ニューヨークへ帰ってきた時には執り行われていた自分の葬儀にて、自らの帰還やスージーQとの結婚を報告する結果となった。

#### Part3『スターダストクルセイダース』
69歳（1989年）。Part2の後、ニューヨークにて「ジョースター不動産」を経営する不動産王となった。その財力は、潜水艦を個人的な目的（後述するエジプトへの旅）のために購入できるほどである。カーズとの戦いで失った左腕には金属製の義手を装着し、その上に手袋を着けて隠している。溺愛する娘のホリィに要請され、孫の承太郎の異変に対応すべく日本へ向かう。
ジョナサンの肉体の首から下を奪って約100年の眠りから復活したDIOの影響により、ジョースターの血統のジョセフ、ホリィ、承太郎にスタンド能力が顕現するが、ジョセフや承太郎と違って闘争心の希薄なホリィにはスタンド能力が心身に悪影響となり、危篤状態へ陥ってしまう。ホリィを救いジョナサンの代から続く因縁に決着をつけるため、承太郎やモハメド・アヴドゥル、花京院典明やジャン＝ピエール・ポルナレフら仲間たちと共にDIOを倒すべく、エジプトを目指す。
スタンドはあまり戦闘向きではないものの、青年時代と同じく頭脳戦や駆け引きを得意とし、年月を経て得たさまざまな経験を用いて戦う。運動能力も年齢と比較して非常に高く、街中を全力疾走してもそれほど息切れした様子も見られなかった。波紋能力も失ったわけではなく、必要に応じて波紋の技を使用している。飄然とした言動で一行のムードメーカーを担い、世界を旅した経験を披露したりするが、しばしば調子に乗って失敗することもある。
愛娘のホリィを日本人の婿に奪われたと感じていたため、当初は日本を毛嫌いしていた。前述のホリィの要請で訪日する際（厳密にはPart2のラスト）には空港でぶつかった客（声 - 浅沼晋太郎、テレビアニメ版）が日本人であると知るや態度を一変させて蹴りを入れ、テレビアニメ版では空条邸の茶室で「狭苦しい」とぼやいたり、飲んだインスタントコーヒーがアメリカ産であることを知らずに「日本のコーヒーは不味い」と評する場面がある。ただし、ソニーのウォークマンについては気に入っているようである。
DIOとの決戦では波紋を用いた策略によって正面から渡り合い、花京院の命がけの助言によってDIOのスタンド「ザ・ワールド」の謎を解くことに成功するも、喉元へナイフを突き立てられて敗北する。その後、DIOに血を吸われ一度完全に死亡した。この際、魂が昇天したような描写がなされていた。しかし、承太郎がDIOを倒した後、彼の死体からの輸血とスタープラチナによる心臓マッサージを受けて蘇生し（この際、DIOが蘇ったかのような冗談を言ったことで承太郎に疑われるが、DIOの知っていそうにない「くだらねえこと」を知っていたために疑惑は解けた）、承太郎と共にエジプトから日本への帰路に就いた。

#### Part4『ダイヤモンドは砕けない』
79歳（1999年）。高齢となり、もしもの時のために自らの遺産を整理していたところ、かつて不倫関係にあった東方朋子との間に隠し子・東方仗助がいることが発覚する。仗助と対面するため、また音石明をそのスタンド能力で追跡するため、M県S市杜王町を訪れる。
Part3終了からPart4までの10年の間に身体は胆石や白内障、難聴などを患い、歯も総入れ歯になるなどめっきり年老いてしまった。足腰も弱って杖をつかなければ歩行もままならず、認知症にかかっている様子すら窺わせて仗助を辟易させるが、失血死するかもしれない危険を顧みず、自分の手首を切って出血させることで解決のきっかけを作ったアクトン・ベイビーの事件をきっかけに症状は改善し、少しずつではあるが往年の精気を取り戻していく。
周囲には「わしは生涯妻しか愛さない」と公言していたため、仗助と朋子の存在が発覚した時はスージーQに激怒されたという。仗助と対面した当初は気まずい関係で、仗助から他人行儀に「ジョースターさん」と呼ばれていたが、前述のアクトン・ベイビーをはじめとするさまざまな事件を経て打ち解けた後、「じじい」と親しく呼ばれるようになる。アメリカに帰国した後はアクトン・ベイビーの赤ん坊を養子として迎え、静・ジョースターと命名している。
なお、対面して余計な状況になるのが嫌だと考えたジョセフと仗助の都合により、劇中で朋子と再会することはなかった。

### 波紋法
波紋疾走（オーバードライブ）
相手に素手で接触し（あるいは打撃を加え）、波紋を流し込む。
劇中ではジョナサンのように特別な技名を叫ぶことは少なかったが、Part3の対戦型格闘ゲームでは「山吹色の波紋疾走（サンライトイエローオーバードライブ）」「青緑波紋疾走（ターコイズブルーオーバードライブ）」など、ジョナサンの用いていた技の名前があてられている。
Part3でも、花京院の頭から抜き取られた肉の芽や自分の脳内に持ち込まれた肉の芽を波紋疾走で死滅させる（後者はテレビアニメ版のみ）、DIOとの対峙時には全身に波紋を張り巡らせて攻撃・防御するといった用い方をしている。
波紋肘支疾走（リーバッフオーバードライブ）
肘打ちと同時に波紋を流し込む。
波紋コーラ
コーラやテキーラの瓶に波紋を流し、内側から圧力をかけて栓を強く弾き飛ばす。原作ではスモーキーを悪徳警官から助ける場面やメキシコのナチス・ドイツ軍基地に潜入する場面で使用された。技名はPart3対戦型格闘ゲームより。
波紋ヘア・アタック
引き抜いて手に持った多めの頭髪に波紋を流し、目の前の空中へ散らせることで相手の弾丸を弾いて防ぐ。サンタナ戦でルドル・フォン・シュトロハイムから引き抜いた頭髪に使用し、サンタナの撃った指マシンガンから自身とスピードワゴン、シュトロハイムを守った。
クラッカーヴォレイ
鉄製のアメリカンクラッカーを鈍器として用い、それに波紋を流して攻撃する。
直接殴りつけるだけでなく、投げつけて飛び道具として使用する「クラッカーブーメラン」も存在する。なお、この技は、シーザーに対抗するために考えた技。
糸の結界
相手に気づかれないように糸を張り、隙を見ては糸を巻きつけて締め上げながら波紋を流す。得意の手品を応用した特殊な結び方を用いており、罠に気付かれて切断される事態にも対応している。エシディシ戦で使用。
ズームパンチ
パンチを繰り出しつつ、腕の関節を外しリーチを伸ばす。その際の激痛は波紋で和らげる。ジョナサンも使用していた技。
上記のほか、さまざまな道具やトリックに波紋を応用した独自の技を多く用いている。

### ハーミット・パープル（隠者の紫）
【破壊力 - D / スピード - C / 射程距離 - D / 持続力 - A / 精密動作性 - D / 成長性 - E】（JOJO A-GO!GO!、JOJOVELLER、Part3テレビアニメ。単行本ではパラメータ無）
イバラの像（ビジョン）を具現化するスタンド。ポラロイドカメラなどを媒体にすることで、念写を行える。第3部の序盤ではカメラを媒体に念写をしてみせる際、叩き壊すほど強く殴らなければならなかったが、物語が進むと殴りつけたりすることなく、テレビや砂を媒体に遠くの様子や周辺の地図なども映し出せるようになっている。
念写は、ジョセフが思い浮かべた対象の断片的な情報やイメージを写し出せるが、必ずしも自身が望む情報（対象人物の詳細な居場所など）を指定して正確に写し出すことまではできない。しかし、自身が位置を把握している対象については、テレビを介して姿を映し出したり砂に地図を形成して位置を表示させるなど、実況的な情報を投影できる。
テレビや電線などの機械類へスタンドを入り込ませての干渉が可能で、機械を操作したり内部を探るなどの応用もできる。第4部ではこの電線に入り込める特性を生かし、電線を移動する電気のスタンド「レッド・ホット・チリ・ペッパー」の本体を探索できる人物として、ジョセフは日本の杜王町へ承太郎によって呼び寄せられた。
戦闘向きではないが、イバラ自体にも一応の殺傷力はあり、一般人の腕力程度のパワーと、ロープ程度の耐久力はあると推察される。ただし対スタンド戦においては、容易に引きちぎられる程度のものでしかない。
イバラは自分の意思で触手のように自在に操作できるため、敵を打ち据えたり縛り上げる鞭、自身をスイングさせての振り子移動や、結びつけた場所へ伸縮させての移動などに利用できるロープや命綱など、さまざまな用途に用いられる。また、波紋を流せる性質も持ち合わせているため、敵をイバラで縛り上げたうえで波紋を流し込んで攻撃したり、イバラを衣服の下に隠し這わせて波紋を流すことで攻防一体の防具にするなど、ジョセフの工夫によって高い汎用性を発揮する。
通常、スタンドを破壊されると本体にダメージが反映されるが、イバラを引きちぎられてもジョセフがダメージを受ける描写はなかった。
前作の主人公ということで人間的な形からは外し、あまり戦闘向きにならないようなデザインになっている。スタンドの配色が紫色なのは、荒木が「紫色は高貴な色であり、年齢が高めな方にも合わせやすいから」とコメントしている。また荒木は、波紋をより視覚的に表現したものが、全身に巻き付くイバラの蔓のビジュアルだと語っている。
スタンド名の由来はタロット大アルカナ9番目のカード「隠者」。

### 備考
全編を通じて、波紋法とスタンドの双方を使用できる唯一の人物である。また、ジョースター家の男子には「代々短命」というジンクスがあるが、それを初めて打ち破った人物でもあり、不倫をして隠し子の仗助を作るなど「生涯一人の女性しか愛さない」という面も壊している。
Part2最終話においてウォークマンでビートルズの音楽を聴くシーンには、連載当時の原稿では「ビートルズの『ゲット・バック』でも聞くか」という台詞が用いられていたが、単行本ではカットされている。Part3最終話ではこのシーンに帰結する描写として、「The Beatles “Get back”」とラベルの貼られたカセットテープをウォークマンで聞いている。また、Part4最終話においても、ポータブルプレイヤーにMDを入れる1コマが描かれている。
Part4ではPart3が本来の1989年ではなく1987年に設定されたため、Part4でのPart3に関連する西暦や年齢には若干ズレが生じている。
2003年に放送された番組『週刊少年「」』にて、俳優の船越英一郎による「（Part6の時点で）ジョセフ・ジョースターはまだ生きているのでしょうか」という質問に対し、荒木は「ちょっとボケてると思うけど、生きてると思います」とコメントしている。なお、Part6の時点でジョセフの年齢は91歳となる。また、波紋は若さを保つのに人間と同じスピードで老けた理由に「気の持ちよう」と答えている。
荒木はPart2のジョセフのキャラクターについて、「ビーティーにスタローンを入れて、陽気さをプラスしたハッピーなヤツ」と表現している。

### 担当声優

#### 青年期
大塚芳忠
- Part3対戦型格闘ゲーム版・誇り高き血統ジョセフ

杉田智和
- ジョジョの奇妙な冒険 オールスターバトル / R
- Part2TVアニメ版
- ジェイスターズ ビクトリーバーサス
- ジョジョの奇妙な冒険 スターダストシューターズ
- ジョジョの奇妙な冒険 アイズオブヘブン
- ジョジョの奇妙な冒険 ラストサバイバー

#### 老年期
内海賢二
- ドラマCD版（第1巻・第3巻）

納谷悟朗
- ドラマCD版（第2巻）

大塚周夫
- OVA版

大川透
- Part3対戦型格闘ゲーム版

杉田智和
- Part2TVアニメ版
- ジョジョの奇妙な冒険 オールスターバトル

石塚運昇
- Part3TVアニメ版
- ジョジョの奇妙な冒険 スターダストシューターズ
- ジョジョの奇妙な冒険 アイズオブヘブン
- Part4TVアニメ版
- ジョジョの奇妙な冒険 オールスターバトルR

## ジョセフ・ジョースター（Part8）
- 本名：ジョセフ・ジョースター（和名：仗世文・ジョースター）
- 国籍：日本・アメリカ

Part6以前とは別世界の物語であるPart8『ジョジョリオン』において、ジョースター家の家系図に、Part7「スティール・ボール・ラン」の主人公ジョニィ・ジョースターの孫に「ジョセフ・ジョースター」の名が記されている。
Part8の主人公、東方定助の半身である吉良吉影の母親、吉良・ホリー・ジョースターとPart9の主人公、ジョディオ・ジョースターの母親、バーバラ・アン・ジョースターの父親であり、吉良吉影と虹村京、ジョディオ・ジョースターとドラゴナ・ジョースターの祖父に当たる。
ジョジョリオンのエピローグ『ラヂオ・ガガ事件』に登場し、和名は仗世文（ジョセフ）。ガールフレンドからは「文（ふみ）くん」と呼ばれている。1941年の時点で17歳で、祖母でジョニィの妻である理那・ジョースターと杜王町に住んでいる（両親については登場せず、言及もされていないため生死も含めて不明）。土地調査のために来日したルーシー・スティールが駅で荷物を盗まれそうになったさいに助けたことがきっかけで知り合い、ルーシーを迎えに来た運転手が全くやる気を見せず、運転以外の仕事を拒否したため、財布を忘れ金の持ち合わせのなかったジョセフに対してルーシーが荷物持ちのアルバイトを依頼したことにより、『ラヂオ・ガガ事件』と呼ばれる奇妙な出来事に巻き込まれる。
『ラヂオ・ガガ事件』の後、体調不良のルーシーを気遣い、付き添いのため共に渡米するが、渡米中に戦争となり日本に帰国できなくなり、ルーシーを後見人としてアメリカの市民権を得た後、学校へ通い卒業後現地で就職。その後スピードワゴン財団の職員であったスージーQという女性と結婚し、戦後日本に帰国したとされている。
なお、東方定助のもう一人の半身である空条仗世文の名前の由来は『ラヂオ・ガガ事件』のさい、ジョセフが履いていた下駄を紛失し、その下駄を空条仗世文の祖父が偶然拾い、下駄に刻まれたジョセフの和名である「仗世文」が印象に残っていたために付けられたとされている。

### スタンド（名称不明）
ラヂオ・ガガと呼ばれるガードレールに擬態した岩生物の襲撃を受けた際にジョセフが覚醒したスタンド。
Part3およびPart4に登場するジョセフ・ジョースターのスタンドである「ハーミット・パープル」に類似しているが、こちらには人型のヴィジョンがある。茨と共にジョセフの拳を介して車を殴りその衝撃でガードレールに擬態したラヂオ・ガガを破壊する。車を殴るなどの描写はあるが、それ以外の詳しい能力などは不明で、人型のヴィジョンも頭部のみの登場で、全体像は不明。